# Slovenská hymna
Nad Tatrou sa blýska (česky Nad Tatrou se blýská) je hymnická píseň, která vznikla v roce 1844 během odchodu bratislavských studentů do Levoče. Text napsal básník, prozaik a dramatik Janko Matúška na melodii slovenské lidové písničky Kopala studienku, resp. U studienky stála, napájala páva. V roce 1920 se první sloka stala součástí československé hymny. Od roku 1993, jsou slovenskou státní hymnou první dvě sloky.

## Nové aranžmá
Od 1. ledna 2025 Slovensko přijalo nové aranžmá hymny, kterou navrhl skladatel Oskar Rózsa. Hudební aranžmá zvýrazňuje instrumentální složku, zatímco hlasy jsou potlačeny. Tuto verzi odvysílala Slovenská televize, přičemž Rózsa měl připravenou verzi jinou, kde nejsou tak potlačeny hlasy a celkově zní výrazněji. Pasáže zpívají odděleně ženy a muži, v závěru zazní fujara a nově je posledních pár vteřin v optimistickém duru místo mollového tónu.
Oskar Rózsa na Youtubu zveřejnil další verze Slovenské hymny (verzi rychlejší, verzi s více zvýrazněnými zpěvy, verzi instrumentální). 
Oskar Rózsa navíc obvinil STVR, že při premiéře mohlo dojít k pokusu o sabotáž a snížení kvality zvuku. Televize to ale důrazně odmítla.
Nové aranžmá je laděné na komorní A o frekvenci 432 Hz (místo standardních 440 Hz), což je záměr autora.

## Text

### Státní hymna Slovenské republiky
Nad Tatrou sa blýska

hromy divo bijú,

nad Tatrou sa blýska

hromy divo bijú.

Zastavme ich bratia

veď sa ony stratia,

Slováci ožijú.

Zastavme ich bratia

veď sa ony stratia,

Slováci ožijú.

To Slovensko naše

posiaľ tvrdo spalo,

to Slovensko naše

posiaľ tvrdo spalo.

Ale blesky hromu

vzbudzujú ho k tomu,

aby sa prebralo.

Ale blesky hromu

vzbudzujú ho k tomu,

aby sa prebralo.

### Před rokem 1993
Hymna symbolizuje bojovnost a byla používaná v době slovenské revoluce v letech 1848 - 1849 a později. Píseň měla několik variant textu, ještě před první světovou válkou se objevila změna, která se pak dostala i do československé hymny. Ve třetím řádku se zpívalo: „Zastavme sa bratia“. Po vzniku samostatného Slovenska v roce 1993 se slova upravila podle originálu na současnou verzi „Zastavme ich bratia“.
Píseň se objevila tiskem už v roce 1851 pod názvem „Dobrovoľnícka“:
Nad Tatrou sa blýska hromy divo bijú.

Zastavme ich bratia, veď sa ony stratia,

Slováci ožijú.

To Slovensko naše dosiaľ tvrdo spalo.

Ale blesky hromu vzbudzujú ho k tomu,

Aby sa prebralo.

Ešte jedle rastú na krivánskej strane.

Kto jak Slovák cíti, nech sa šable chytí

A medzi nás stane.

Už Slovensko vstáva, putá si strháva

Hej, rodina milá! Hodina odbila

Žije matka Sláva.
V 19. století byla také zvaná jako hymna tatranská.

## Hej, Slováci
V období 2. světové války užívalo Slovensko jako hymnu píseň na hudbu Dąbrovského mazurky (polské hymny) – v Česku známou jako „Hej, Slované“ a považovanou od r. 1848 za hymnu Slovanů – s textem začínajícím „Hej, Slováci“. Snaha o obnovení skladby na počátku devadesátých let jako hymny novodobé Slovenské republiky nebyla úspěšná.